# Orient
|  | Per a altres significats, vegeu «Orient (desambiguació)». |

Orient prové del llatí orior, aixecar-se, néixer, d'on prové oriens, matí, lloc d'on surt el Sol (Est). És un terme ambigu que s'ha utilitzat històricament per representar el conjunt de cultures contraposades a les d'Occident. Actualment, s'empra per designar aproximadament Àsia tot i que es considera un terme inexacte i etnocèntric.
S'acostuma a utilitzar la separació entre:
- Orient Pròxim.
- Extrem Orient (Orient més pròpiament dit en termes culturals)